# Didymocarpus heucherifolius
Didymocarpus heucherifolius là một loài thực vật có hoa trong họ Tai voi (Gesneriaceae). Loài này được Heinrich Raphael Eduard Handel-Mazzetti mô tả khoa học đầu tiên năm 1936. David Wood (1972, 1974) chuyển nó sang chi Chirita, nhưng Wang et al. (1998) vẫn duy trì vị trí của nó trong chi Didymocarpus. Kết quả phân tích của Weber et al. (2011) cho thấy Chirita là đa ngành, bị chia tách toàn bộ, di chuyển các loài sang các chi khác và họ vẫn duy trì vị trí của loài này trong Didymocarpus.